# Henryk Bardijewski
Henryk Bardijewski (1967.) je poljski prozaik, satirik i pisac radijskih drama.
Pjesme mu je na hrvatski preveo Pero Mioč, a objavljene su u Hrvatskom slovu.

## Djela
- Rysunki na piasku (satira, 1962.)
- Talizman i inne opowiadania (1965.)
- Alibi. Skecze i monologi (1965.)
- Lustra (novele, 1971.)
- Siła przyciągania (radijske drame, 1975.)
- Jak zostać monarchistą, a właściwie królem (satira, 1976.)
- Klawiatura (opowiadania, 1977.)
- Pochód Don Kichotów (satira, 1977.)
- Dzień niepokoju (novele, 1979.)
- Kraina intymności (roman, 1979.)
- Rzut podkową (roman, 1979.)
- Irytacje (roman, 1984.)
- Czekanie na znak (novele, 1985.)
- Każdy może zostać... Odkrywcą! (novele)